# 345 TCN
345 TCN là một năm trong lịch La Mã.